# Ташевко
Ташевко (пол. Taszewko, нім. Klein Taschau) — село в Польщі, у гміні Єжево Свецького повіту Куявсько-Поморського воєводства.
Населення — 127 осіб (2011).
У 1975-1998 роках село належало до Бидгощського воєводства.

## Демографія
Демографічна структура станом на 31 березня 2011 року:
|          | Загалом | Допрацездатний вік | Працездатний вік | Постпрацездатний вік |
| -------- | ------- | ------------------ | ---------------- | -------------------- |
| Чоловіки | 64      | 19                 | 42               | 3                    |
| Жінки    | 63      | 9                  | 39               | 15                   |
| Разом    | 127     | 28                 | 81               | 18                   |